# Сьрода-Слёнска
Сьрода-Слёнска (пол. Środa Śląska нем. Neumarkt in Schlesien, правильное произношение названия Щрода-Щлёнска) — город в Польше, входит в Нижнесилезское воеводство, Сьродский повят. Имеет статус городско-сельской гмины. Занимает площадь 14,92 км². Население 9428 человек (на 2018 год).

## Местоположение
Сьрода-Слёнска находится юго-западе Польши, 31 км к западу от Вроцлава, между рекой Одра и автомагистралью A4.

## История
- В XIII веке город входил во Вроцлавское княжество. В 1210 году польский король Генрих I Бородатый приглашает немецких поселенцев и даёт им привилегии. В 1235, Сьрода-Слёнска по величине получает городские привилегии (магдебургское право). Спустя некоторое время город занимает центральное место в торговли солью в Силезии. В 1277 году он был присоединен к Легницкому княжеству.
- В XIII и первой части XIV века, в городе находится колония прокажённых.
- В XIV веке, город является частью княжества Свидница. В 1392 году он входит в Богемию. На время он является важным центром торговли и ремёсел.
- С XV века в этом регионе очень быстро развивают виноградные культуры для последующего производства вина в городе
- В XVI веке город стал одним из самых важных центров анабаптистов в Силезии. Сьрода-Слёнска был опустошён во время Тридцатилетней войны (1618—1648).
- В XVIII веке было начато мануфактурное производство табака. В 1742 году Сьрода-Слёнска переходит к Пруссии.
- В 1926 году Сьрода-Слёнска связан с железнодорожной сетью. 9 февраля 1945 года город был отбит войсками Красной армии от фашистов. После Второй мировой войны, Сьрода-Слёнска входит в состав Польши.

## Экономика
Сьрода-Слёнска является небольшим региональным центром обслуживания.
Разработанные отрасли промышленности:
- деревообрабатывающая промышленность (производство мебели)
- пищевая промышленность (производство Coca-Cola)
- текстильная промышленность (производство одежды, кожевенная промышленность)
- производство теплоизоляции

## Достопримечательности
- Памятники:
- Церковь Святого Андрея (поздний романский стиль)
- Церковь Святого Креста (готический стиль)
- Церковь Пресвятой Богородицы в романском стиле (основана в 1220 Генрихом I Бородатым, перестроена в семнадцатом веке)
- Ратуша в готическом стиле
- Краеведческий музей

## Галерея

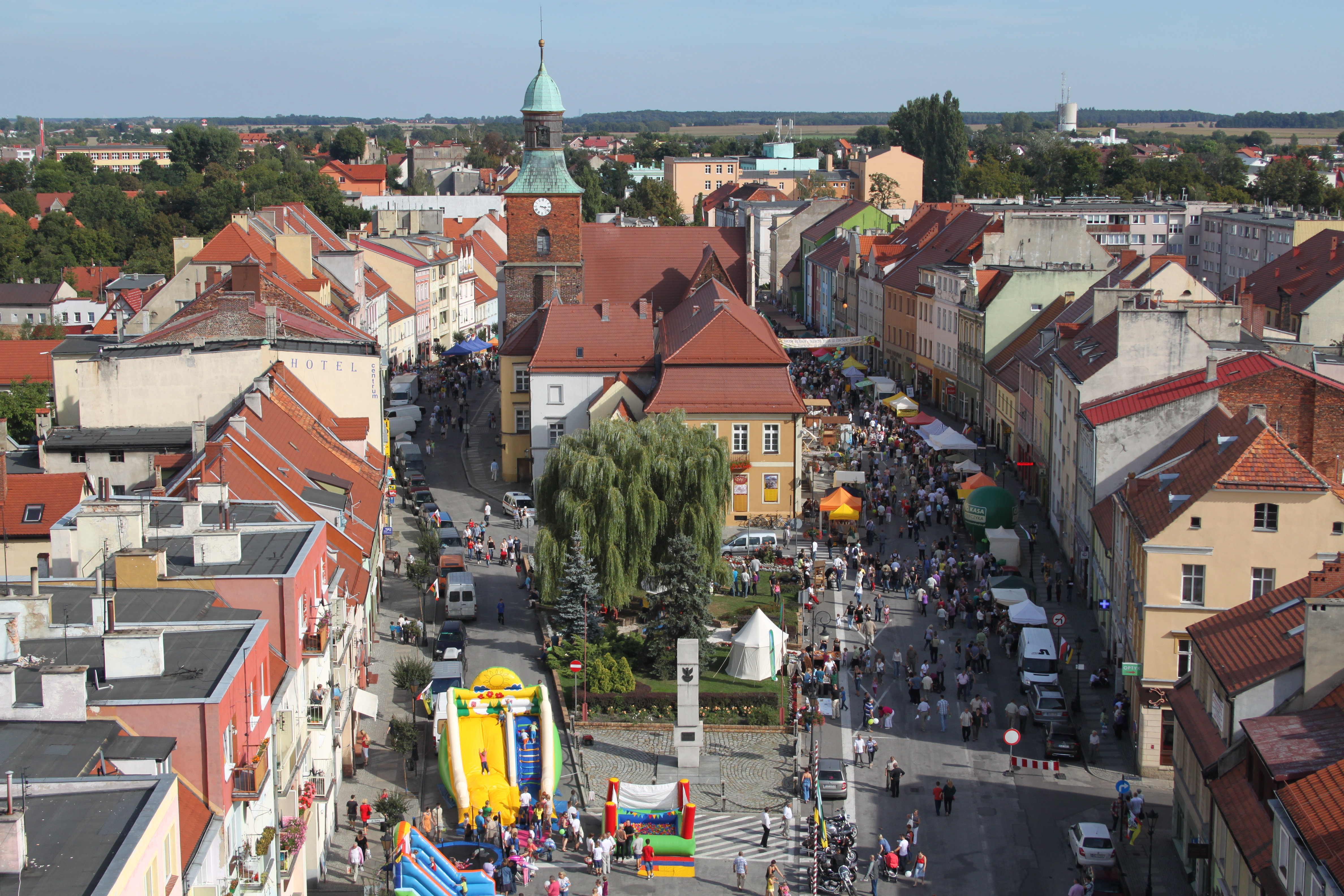
Вид на центр города
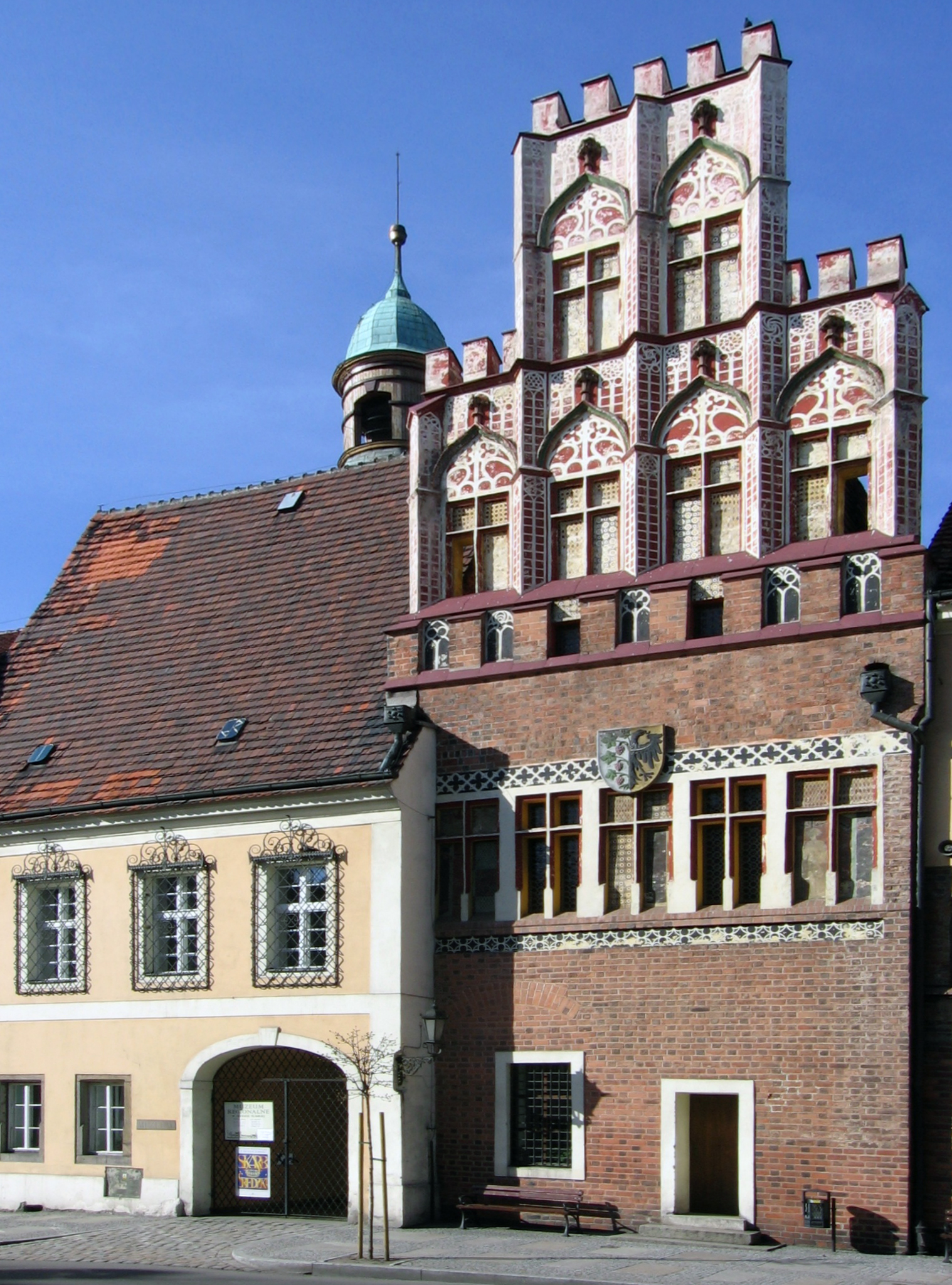
Ратуша
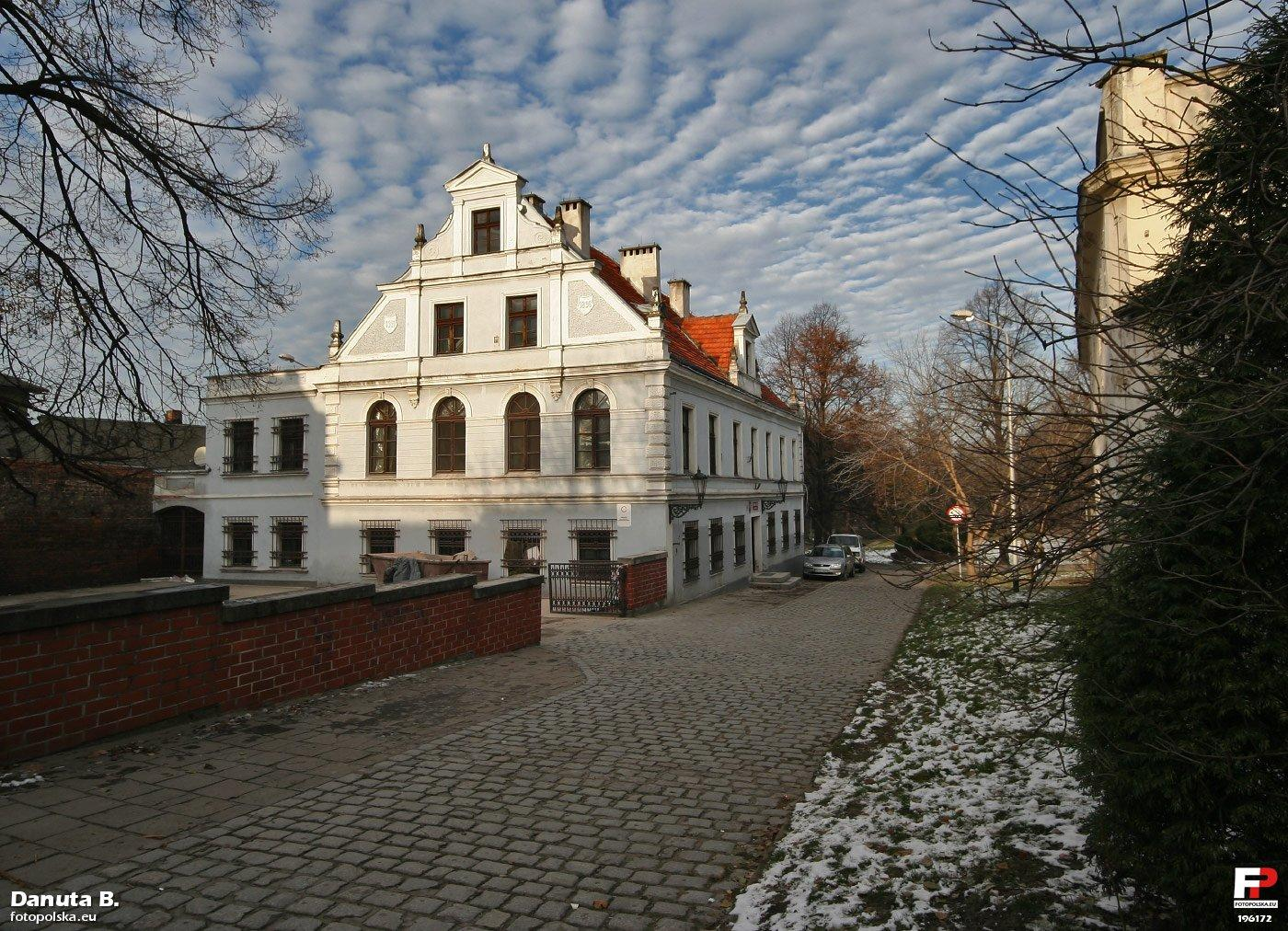
Здание районной прокуратуры
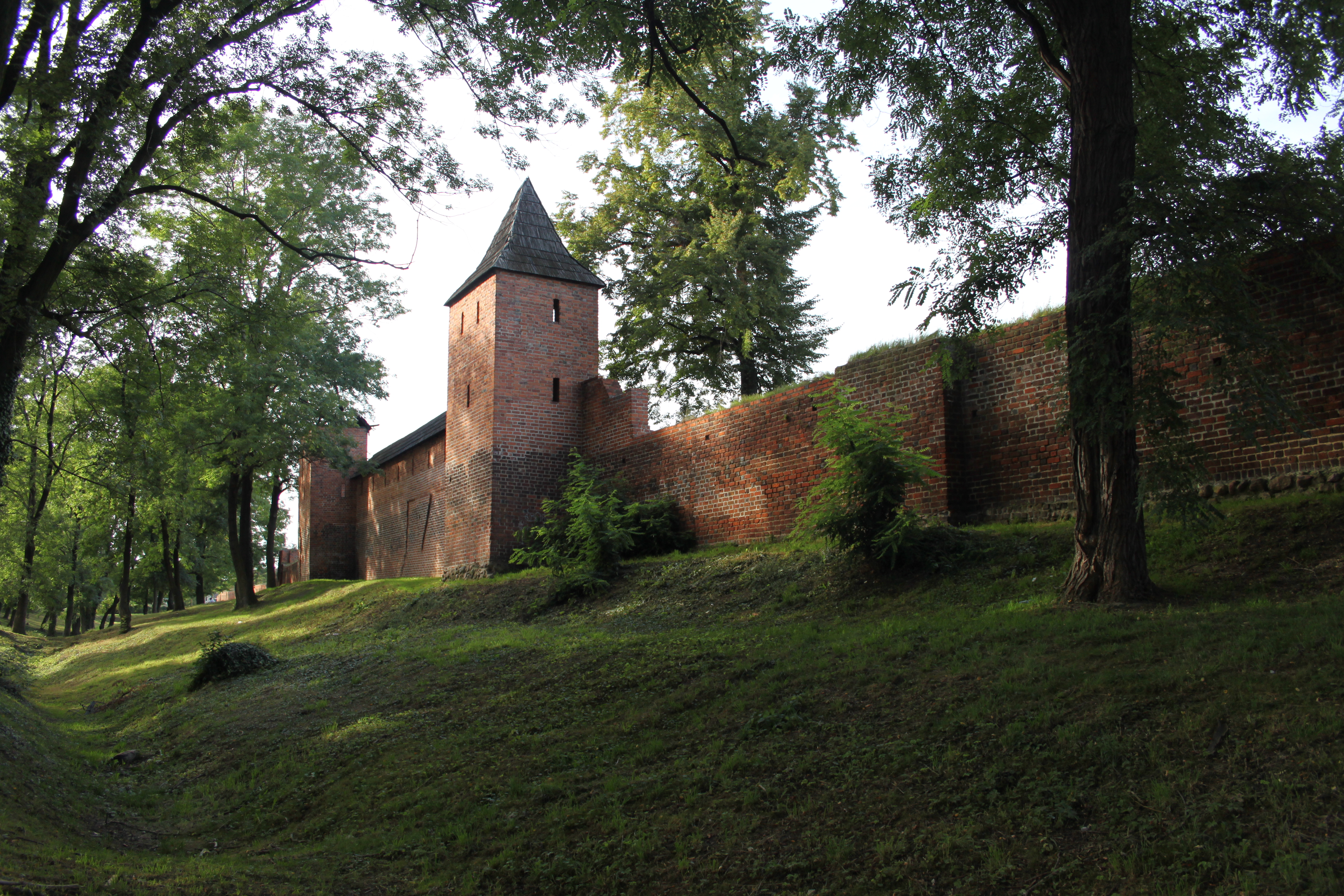
Сохранившаяся часть городских укреплений 13 века
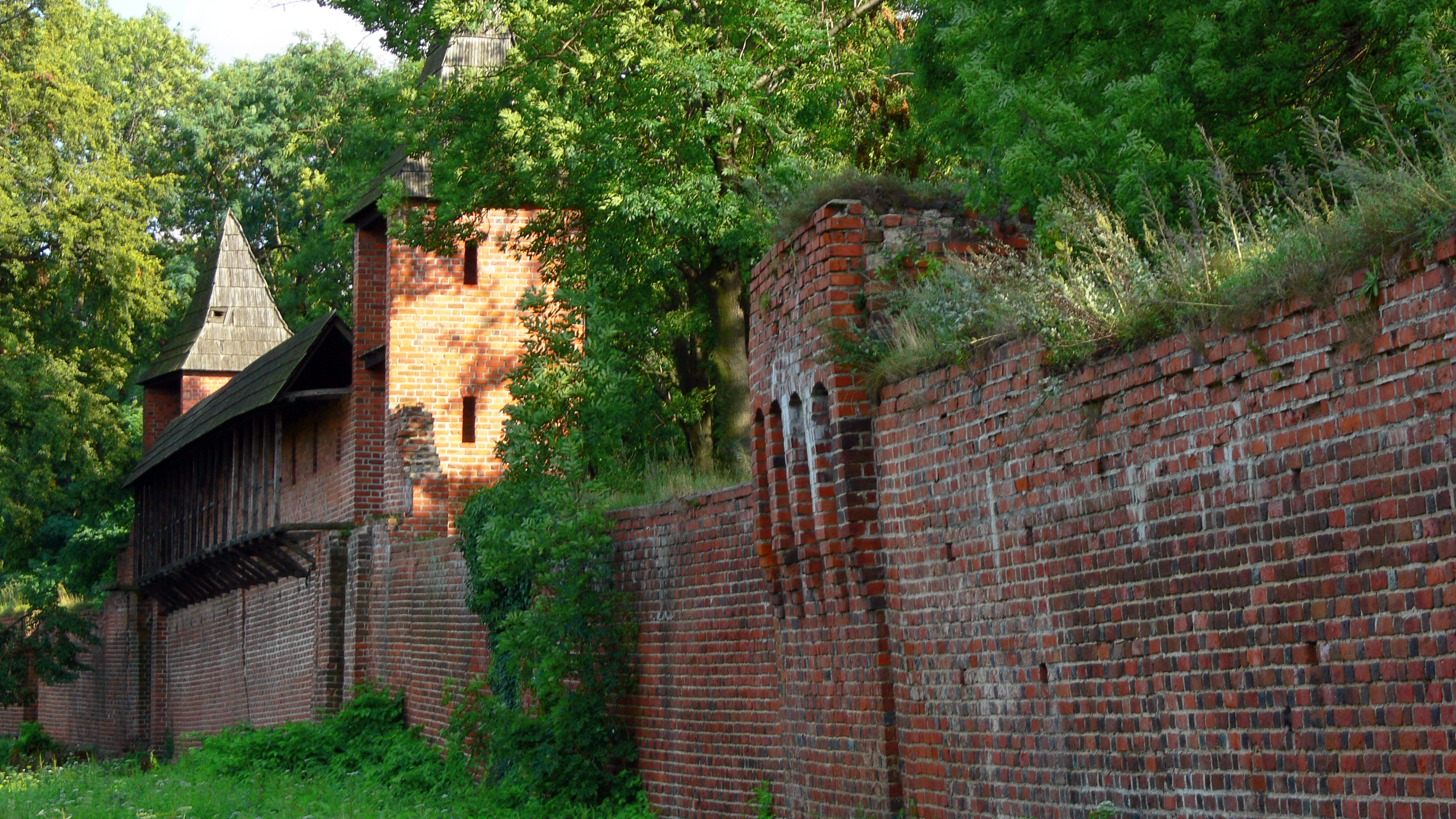
Сохранившаяся часть городских укреплений
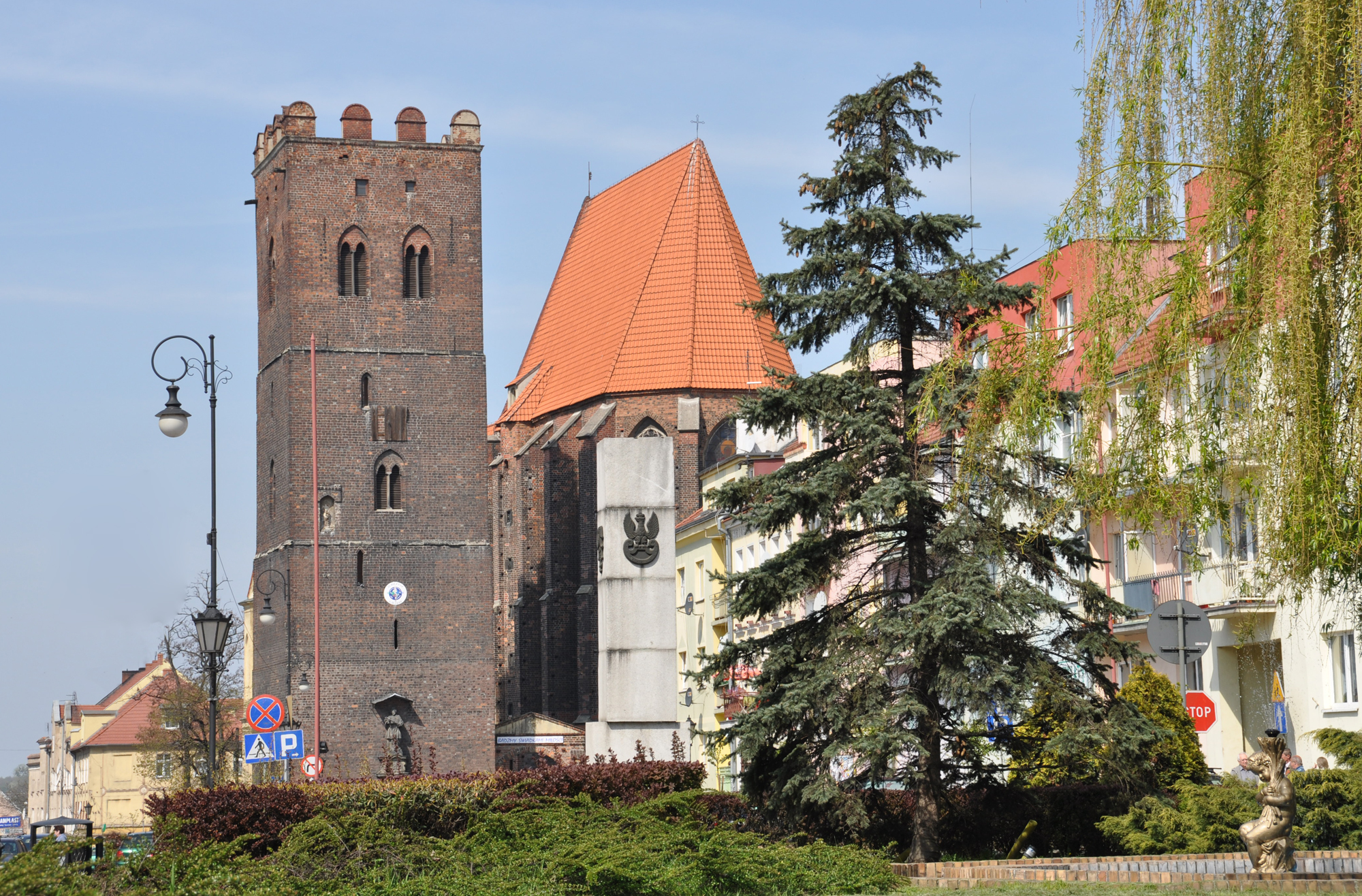
Церковь Св. Андреаса
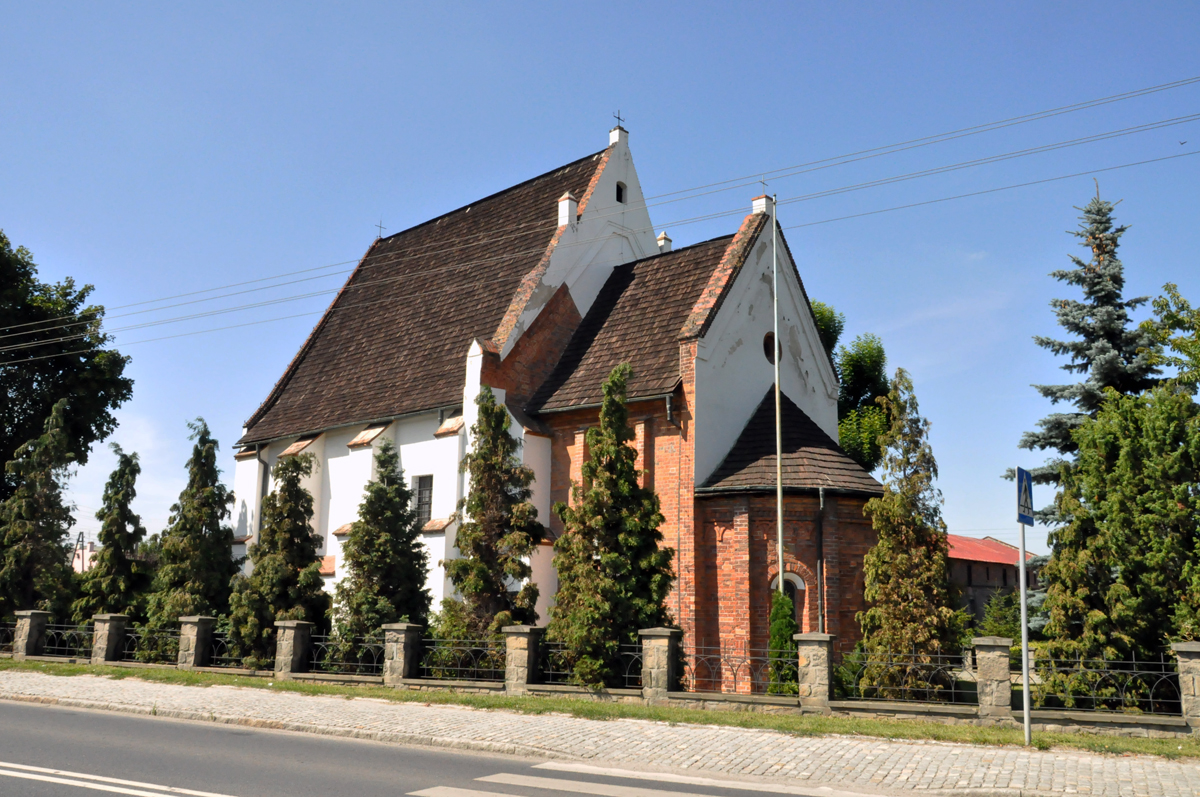
Церковь Рождества Пресвятой Богородицы
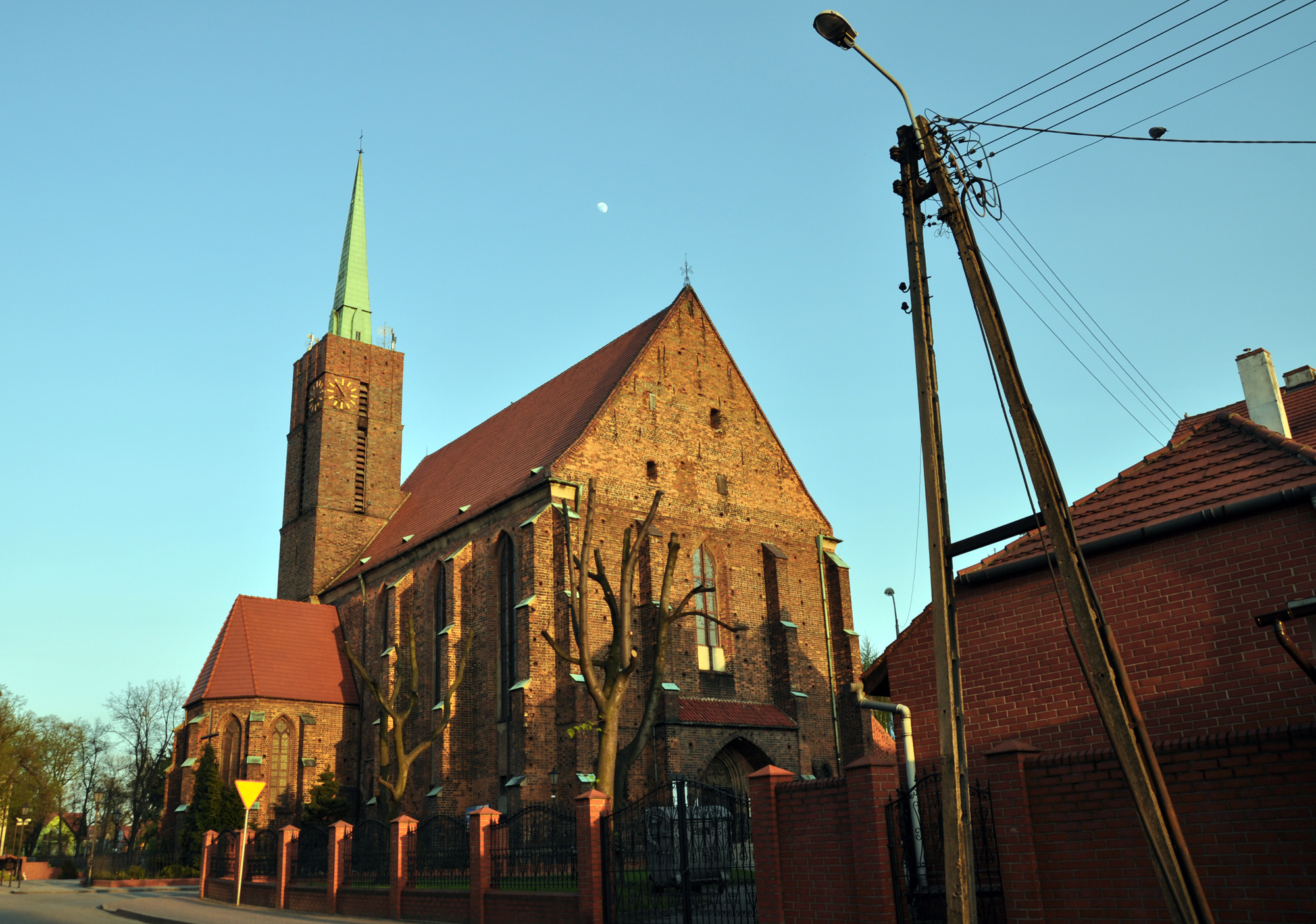
Церковь Воздвижения Св. Креста
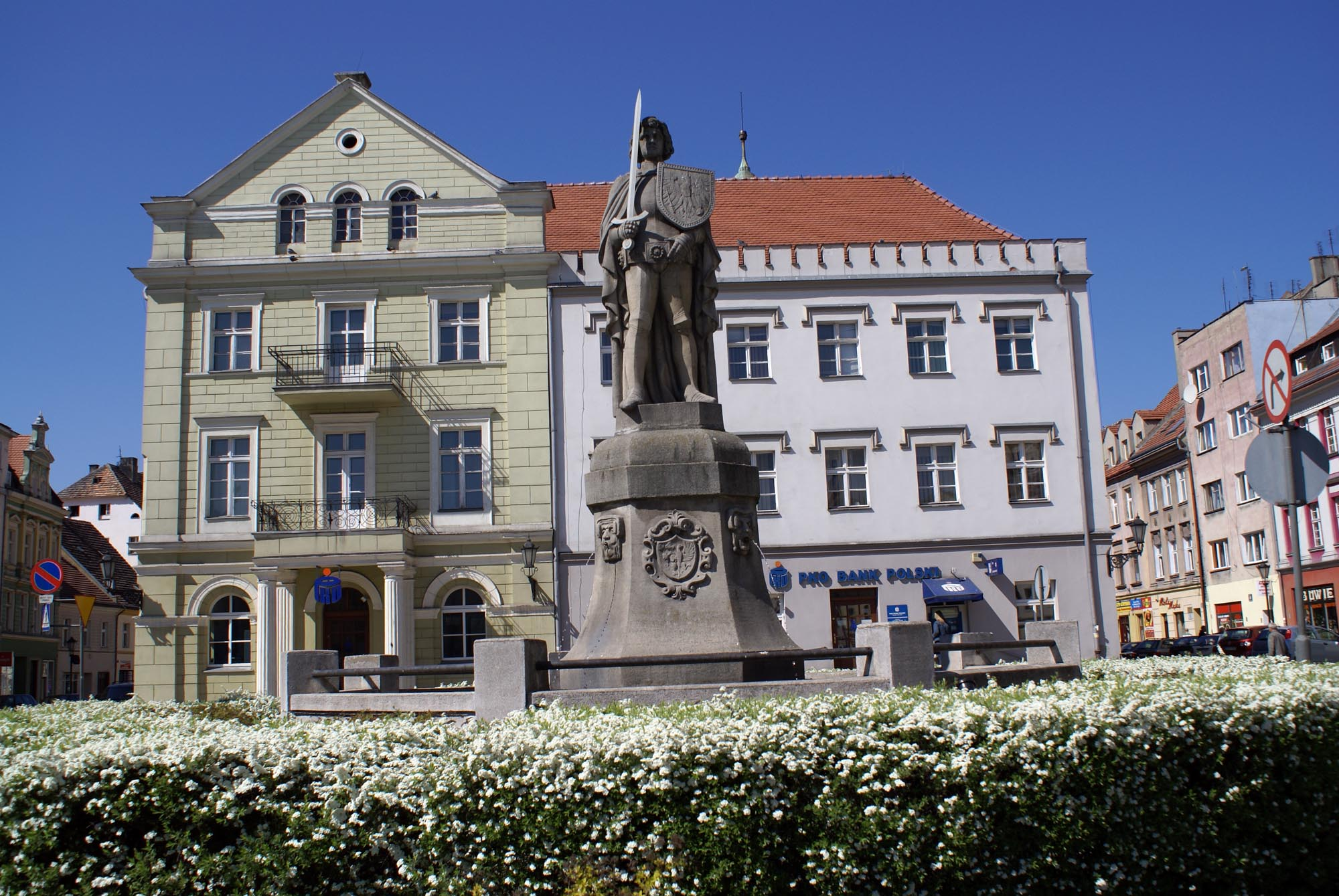
Памятник Роланду, установленный в 1913 году